# Xã Milford, Michigan
Xã Milford (tiếng Anh: Milford Township) là một xã thuộc quận Oakland, tiểu bang Michigan, Hoa Kỳ. Năm 2010, dân số của xã này là 15.736 người.